# Болотина, Наталья Дмитриевна
Наталья Дмитриевна Болотина (1902 — 4 августа 1989) — советская певица (лирико-драматическое сопрано). Заслуженная артистка РСФСР (1939). Солистка Ленинградского театра оперы и балета (1934—1949). Педагог Ленинградской государственной консерватории.

## Биография
Наталья Болотина родилась в 1902 году.
В январе 1934 году поступила на работу вокалисткой в Малый оперный театр Ленинграда. Её дебютная партия Купавы (опера Римского-Корсакова «Снегурочка») прошла удачно. В дальнейшем ей поручили исполнять партию Тоски в опере Пуччини. Через несколько месяцев Болотина получила приглашение в молодёжную группу Театра оперы и балета. На этой сцене она дебютировала в партии Аиды. Болотина очень быстро стала ведущей солисткой Мариинского театра. Имела сильный, поставленный и красивый голос — лирико-драматическое сопрано и обладала природной музыкальностью.
Болотина успешно исполняла ведущие партии сопрано: Лизу, Аиду, Валентину в «Гугенотах», Марию в «Мазепе», Ярославну, Наталью в опере Хренникова «В бурю». В 1939 году была удостоена почётного звания заслуженной артистки РСФСР.
В годы Великой Отечественной войны оставалась в блокадном Ленинграде, продолжала свои выступления, в том числе принимала участие в концертах для фронтовиков. 
После войны покинула большую сцену, но не прекратила свою деятельность в вокальном искусстве. С 1949 года певица стала работать преподавателем Музыкального училища при консерватории, а с 1960 года начала преподавательскую работу в Ленинградской консерватории. Среди её учеников ― В. Атлантов и О. Глинскайте.
Была замужем за Болотиным Павлом Петровичем (22.06.1889 — 30.08.1947) — артистом оперной сцены. 
Умерла в Ленинграде 4 августа 1989 года. Похоронена на Шуваловском кладбище.